# 原島嵩
原島 嵩（はらしま たかし、1938年（昭和13年）11月10日 - 2008年（平成20年）7月6日）は、日本の宗教家。創価学会元教学部長。
同会幹部を歴任し池田大作名誉会長の側近を務めつつも、のちに、創価学会より除名された。除名後は日蓮正宗の法華講員になった。
池田大作名誉会長の小説『新・人間革命』の登場人物・原山高夫のモデルであるとされている。
1980年（昭和55年）に創価学会から除名された。
詳細は「創価学会#創価学会に対する批判」を参照。

## 経歴
- 1938年(昭和13年)11月10日、東京・大田区に生まれる。
- 1939年(昭和14年)11月12日、日蓮正宗に入信(授戒を受ける)。
- 1956年(昭和31年)創価学会教学部講師。
- 1959年(昭和34年)教学部助教授。
- 1962年(昭和37年)教学部教授、同年学生部副部長。
- 1964年(昭和39年)3月早稲田大学商学部卒業。同年4月聖教新聞社入社。
- 1966年(昭和41年)「特別書籍」局長。
- 1968年(昭和43年)12月教学部長。
- 1969年(昭和44年)総務。
- 1970年(昭和45年)宗教法人創価学会責任役員、理論室長。
- 1972年(昭和47年)創価学会教学部師範。
- 1974年(昭和49年)聖教新聞論説主幹。
- 1977年(昭和52年)聖教新聞編集兼発行人、聖教新聞社主幹。
- 1979年(昭和54年)11月教学研究室長。
- 1980年(昭和55年)8月2日創価学会より除名。
- 1999年(平成11年)1月日蓮正宗妙縁寺に所属[1] 。

## 著書
- 『創価学会』世紀書店、1970年。全国書誌番号:74008512NDLJP:12290384。
- 『教学質問室』聖教新聞社 聖教文庫、1971年  全国書誌番号 75069887
- 『生命哲学概論』聖教新聞社 聖教文庫、1973年  全国書誌番号 75077323
- 池田大作監修、原島嵩著『法華経 生命のドラマ』祥伝社 小学館 (発売)、1974年 全国書誌番号 74010844
- 池田大作・原島嵩著『御書と四条金吾 1・2』聖教新聞社 聖教文庫、1976年   全国書誌番号 75086301
- 『人間革命の宗教』第三文明社、1977年7月。全国書誌番号:77010770NDLJP:12261016。
- 『池田大作先生への手紙 私の自己批判をこめて』晩聲社、1980年8月。全国書誌番号:80037696NDLJP:12292065。
- 『誰も書かなかった池田大作・創価学会の真実』日新報道、2002年7月 ISBN 4-8174-0522-8
- 『絶望の淵より甦る 創価学会を脱会した歴史の生き証人 体験を通して真の信仰へ』日新報道、2007年4月　ISBN 978-4-8174-0645-3

## 親族
父親は公明党初代委員長、参議院議員を務めた原島宏治で、1964年12月、亡くなる1週間前に嵩に対して、「私は名誉もいらない。地位もいらない。ただ、願っていることはただ1つ、立派な日蓮正宗の1信徒でありたい」との言葉を残している。
実兄原島昭は、元創価学会本部職員、元東洋哲学研究所研究員で、日蓮正宗の信徒団体のひとつ妙観講の機関紙『慧妙』への寄稿などをしている。